# 蛇王姫
蛇王姫（じゃおうひめ）は大阪府泉南市の伝説に登場する大蛇。多数のヘビを率いていたとされる。

## 概要
泉南市の長慶寺に伝えられており、蛇王姫は寺を守護してくれる存在として、寺の近くにあった池にまつられて来た。阿形賢一『泉州むかし話』では、文政年間（1818年～1831年）ごろのことであると語られている。
蛇王姫は、多数のヘビをしたがえた雌の大蛇で、長く池の中で暮らしていた。あるとき、近くにある和泉国（現・大阪府）長慶寺の住職となった鐘山和尚の美しさに恋焦がれてしまい、道に迷った旅の女の姿に化けて寺を訪ね、鐘山をたらしこもうとした。しかし、その挙動をあやしんだ鐘山によって刀で斬られ、虫の息の蛇王姫は長慶寺を守護しつづけることを誓って死んだ。
蛇王姫の池は埋め立てられており、現存していない。

## 蛇王
蛇王・蛇王姫という名称は、日本各地の寺社における蛇王（蛇王権現）に関する信仰に見られたと見られる。蛇王の最高位の存在が蛇王姫であるとも言われていたとされるが、長慶寺の蛇王姫の名称が何に由来しているのかについての記述は見られない。
岐阜県大垣市の明星輪寺を守護している存在として祀られている蛇王権現の伝説には、各国修行をしていた虚空蔵さまに恋焦がれた伊勢国（三重県）の娘が大蛇と化したという内容が見られる。大垣の赤坂山まで虚空蔵さまを追いつづけたその大蛇を、寺の鎮守として祀ったのが明星輪寺の蛇王権現だと語られる。